# Vinyltri-ethoxysilaan
Vinyltri-ethoxysilaan of tri-ethoxyvinylsilaan is een organosiliciumverbinding met de formule (C2H5O)3SiCH=CH2. Het is een kleurloze vloeistof. De verbinding is bifunctioneel, met zowel een vinylgroep als hydrolytisch gevoelige ethoxysilylgroepen. Als zodanig is het een crosslinking reagens.

## Toepassingen
Vinyltri-ethoxysilaan en het verwante trimethoxyvinylsilaan worden gebruikt als monomeer en comonomeer voor polymeren zoals ethyleen-vinyltrimethoxysilaan en ethyleen-vinylacetaat-vinyltrimethoxysilaan. Vinyltrialkoxysilanen worden ook gebruikt als crosslinking reagens tijdens de vervaardiging van crosslink polyethyleen (PEX). De alkoxysilaangroep is reactief ten opzichte van water en vormt in aanwezigheid van vocht silicium-zuurstof-siliciumbindingen die het materiaal vernetten om het uit te harden. Vochtuithardende polymeren worden gebruikt als elektrische isolatie in sommige soorten elektriciteitsleidingen en voor waterleidingen in vloerverwarmingsinstallaties.
Vinyltrialkoxysilanen worden ook gebruikt als koppelingsmiddelen of hechtingsbevorderaars voor de behandeling van glasvezels en deeltjesvormige mineralen om sterkere bindingen met hars te vormen en glasvezel te produceren met betere mechanische eigenschappen. Voor hetzelfde doel worden aminofunctionele silanen zoals (3-aminopropyl)tri-ethoxysilaan en epoxyfunctionele silanen gebruikt. De silaangroep hecht zich aan het glassubstraat via een covalente Si-O-Si binding, terwijl de hars reageert met de vinyl-, amine- of epoxygroep en daaraan bindt.
Polymax bevat onder andere trimethoxyvinylsilaan en 3-aminopropyl trimethoxysilaan en wordt gebruikt voor afdichten, monteren en lijmen.